# 杜雷的凱迪拉克
《杜雷的凱迪拉克》〈Dolan's Cadillac〉是史蒂芬金1993年收錄於《惡夢工廠》的短篇小說。曾有計畫改編成一部由凱文·貝肯和席維斯·史特龍主演及史黛西·泰托導演的電影。後來雖然決定拍攝電影，但卡司不如原本的設想，2008年5月，決定後的卡司名單如下：克利斯汀·史萊特飾演吉米·杜雷，魏斯·班特利飾演羅賓森，傑夫·比斯利導演並由理查·杜林編劇。
故事由主角口述，主角是名小學老師。且只有另一名主要角色：杜雷。

## 劇情概要
口述者姓羅賓森（書中沒提到他的名字）的妻子，因為目睹吉米·杜雷的犯罪過程，並嘗試檢舉他，被杜雷謀殺。而這起謀殺案無法遭到起訴，因為沒有目擊證人。而羅賓森不知道該如何復仇，也得不到任何幫助。七年之後，受到他心中妻子的聲音驅使，羅賓森想出一套復仇計畫。經過觀察，他發現杜雷會習慣性地開著他銀灰色的凱迪拉克走同一條洲際公路。於是他決定在該條內華達州沙漠的公路上設陷阱。他在夏天時去那裡做鋪馬路的工作，目的是為了學習如何操作他計畫需要的重型機械；可以挖出一個漏斗型、且夠長夠深夠讓一台凱迪拉克掉下去，但不夠寬到能開車門的大洞。
陷阱成功了，杜雷在陷阱中被困在他的凱迪拉克中。其中一名保鑣死亡，另一名身體遭到汽缸壓傷，全身流血不止，要求杜雷殺了他，後來杜雷用一把槍讓他閉嘴。隨後，羅賓森走過來表示他很樂意在這裡埋葬他的性命。杜雷立刻問羅賓森：『你是不是叫羅賓森？』羅賓森對這感到訝異，接著杜雷朝車頂開了四槍。羅賓森敏捷地往後跳閃避，於是杜雷開始和他談條件，但羅賓森仍繼續他的車子掩埋工作。從一開始杜雷提議的一百萬到他尖叫地大喊：『五百萬元！』，羅賓森完全沒有停下來，最後終於把杜雷和他的凱迪拉克徹底埋葬在洲際公路下面了。羅賓森在離開前聽見杜雷尖聲說：『羅賓森，看在上帝的份上，饒了我吧。』("For the love of God, Robinson!"原文意思是『羅賓森，看在上帝之愛的份上，饒了我吧！』)這是杜雷說的最後一句話。
羅賓森為了他的復仇付出了一些小代價，他身心俱疲，並因過度的柏油搬運而開刀。但羅賓森感到滿意，也為他記憶中的亡妻感到欣慰，因為她永遠的沉默了。報紙報導杜雷失蹤，並戲謔地開玩笑道他正在某處和吉米·霍法（中譯本錯譯成魔鬼）玩橋牌、擲骰子。
此後羅賓森每年都旅行，刻意經過當初他活埋杜雷的地點，並在那個地方小便。有時候，他認為他能夠聽到杜雷的笑聲（因杜雷在意識到他即將死去的時候發瘋似的笑了），而杜雷的笑聲總是使得羅賓森微笑。

## 改編電影
電影《史帝芬金之惡夢工廠》已在2008年夏天的利戴拿和麋鹿顎展開拍攝，由傑夫·比斯利導演，理查·杜林編劇。由克利斯汀·史萊特出演杜雷，魏斯·班特利出演羅賓森。 製作群同時邀請了艾曼紐·沃潔來飾演伊莉莎白·羅賓森。電影主題曲『HOLD ON』由J-POP歌手克莉絲朵·凱兒演唱。

## 瑣事
『羅賓森，看在上帝的份上，饒了我吧！』("For the love of God, Robinson!")出自於愛倫坡所著的短篇小說《一桶酒的故事》("The Cask of Amontillado")中的對話：『看在上帝的寬恕與愛的份上，請你饒了我吧，孟崔瑟。』("For the love of God, Montresor!") 而這篇故事的某些橋段和劇情也與《杜雷的凱迪拉克》有幾份相似。